# Relaciones Cuba-Irlanda
Las relaciones Cuba-Irlanda se refieren a las relaciones bilaterales entre Irlanda y Cuba. Ambos países son miembros de las Naciones Unidas.

## Historia
Cuba e Irlanda establecieron relaciones diplomáticas el 27 de octubre de 1999. Cuba abrió su embajada en Dublín en 2001, mientras que Irlanda abrió un consulado honorario en Cuba en 2002, pero lo cerró en una fecha desconocida.
En 2019, Irlanda y Cuba celebraron 20 años de relaciones.

## Misiones diplomáticas residentes
- Cuba tiene una embajada en Dublín.
- Irlanda está acreditada a Cuba por su embajada en la Ciudad de México, México.